# Llista de platges de Catalunya

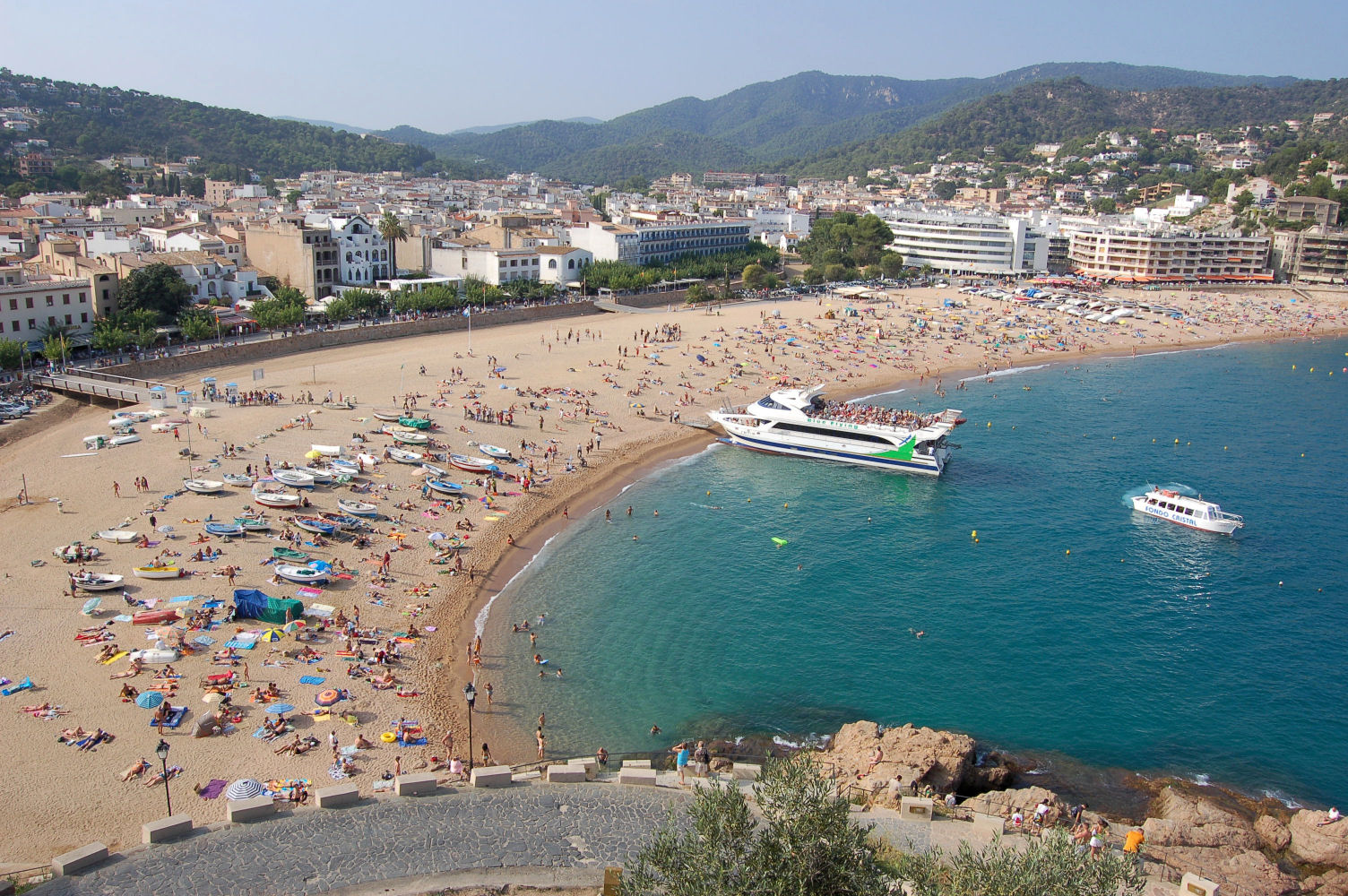
Platja de Tossa (Tossa de Mar)

A Catalunya hi ha més de 350 platges inventariades per l'Agència Catalana de Turisme i més de 220 zones de bany controlades per l'Agència Catalana de l'Aigua del Departament de Territori i Sostenibilitat i per la Direcció General de Protecció Civil del Departament d'Interior. La llista de platges de Catalunya inclou les platges inventariades per aquests organismes. N'hi poden haver d'altres menors no incloses o d'altres considerades com a sectors de conjunts més amplis.
Totes les platges són de domini públic regulades per la llei de costes que determinada l'ús públic i zones de protecció, de servitud de trànsit i d'accés.
La llista es divideix per marques turístiques del litoral: Costa Brava, Costa Barcelona (abans Costa del Maresme i Costa del Garraf), Barcelona (abans Costa de Barcelona), Costa Daurada i Terres de l'Ebre. S'inclouen també les zones de bany controlades de l'interior:
- Llista de platges de la Costa Brava, entre Portbou i Blanes (Alt Empordà, Baix Empordà, Selva)
- Llista de platges de Barcelona i Costa Barcelona, entre Malgrat de Mar i Cubelles (Maresme, Barcelonès, Baix Llobregat, Garraf)
- Llista de platges de la Costa Daurada, entre Cunit i Vandellòs i l'Hospitalet de l'Infant (Baix Penedès, Tarragonès, Baix Camp)
- Llista de platges de les Terres de l'Ebre, entre l'Ametlla de Mar i Alcanar (Baix Ebre i Montsià)
- Llista de zones de bany interior de Catalunya